# 착한 자매들
《착한 자매들》은 2018년 10월 21일에 대한민국에서 개봉한 로맨스 영화이다.

## 캐스팅
- 지오: 영주 역
- 오지현: 은주 역
- 문준용: 윤재 역
- 조완진: 성진 역